# Darja Žalik
Darja Žalik, slovenska pevka, * 10. september 1961, Ljubljana.
Je prekmurska pevka in vokalistka, ki je bila del slovenske etno skupine Beltinška banda (ansambel znanega prekmurskega  cimbalista Miška Baranje), ter vokalistka skupine Stil.

## Življenjepis
Za Darjo Žalik je dolgoletna glasbena kariera, ki jo je začela pri rosnih dvanajstih letih, ko je prvič stala na odru. Kot pevka je zamenjala tri ansamble, v Beltinški bandi jo je nasledil Vlado Kreslin. Darja se še danes ukvarja z glasbo, sicer polprofesionalno, sodeluje pa v skupini Statim, katere idejni vodja, pianist, avtor in vokalist je njen sin.
Leta 1985 nastopi na prireditvi Vesela jeseni (Narečna popevka) s pesmijo Tak daleč od nas, za katero je besedilo napisal njen oče Ludvik Žalik - Žaluso, avtorica melodije je bila sama, aranžma je napisal Boris Rošker. Istega leta izide tudi kaseta.
Leta 1987 izda edino kaseto, ki je od zasedbe Kociper - Baranja sploh izšla. Kaseto je posnela Radio televizija Slovenije.
Leta 1989 izda drugo kaseto, v zasedbi Stil, Prstan zvestobe.